# ستاره میستو (ناحیه شومپرک)
ستاره میستو (ناحیه شومپرک) (به چکی: Staré Město) یک منطقهٔ مسکونی در جمهوری چک است که در ناحیه شومپرک واقع شده‌است. ستاره میستو ۲٬۰۷۴ نفر جمعیت دارد.